# Daniela Escobar
Daniela Escobar Duncan (São Borja, 16 de janeiro de 1969) é uma atriz, apresentadora e dubladora brasileira. Desde 2005 vive em Los Angeles, Estados Unidos.

## Biografia
Daniela Escobar nasceu em São Borja no estado do Rio Grande do Sul. Aos dez anos de idade mudou-se com a família para Porto Alegre. Aos dezesseis anos começou a cursar Comunicação Social - (Publicidade e Propaganda), na PUCRS. Aos dezenove anos escolheu o Rio de Janeiro como o lugar onde realmente queria viver. Acabou trocando a Publicidade pelas aulas de teatro, canto e dança.

## Carreira

### Vida profissional

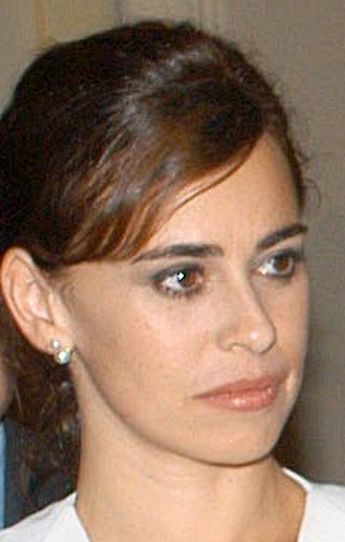
Daniela em 2003

No cinema, protagonizou o filme Diário de um Novo Mundo. Em O Clone, novela de 2001, onde interpretava Maysa, uma mãe sofrida que lutava para reconquistar a confiança da filha, dependente de drogas. No ano de 2003 emocionou os conterrâneos encarnando Perpétua, a filha de Bento Gonçalves na minissérie  A Casa das Sete Mulheres. Em 2005 interpretou Irene Villa Nova na telenovela América.
Bastante interessada não apenas por atuação, mas pelos vários aspectos que envolvem a produção de filmes, Daniela dedicou-se por três anos aos estudos na prestigiada UCLA, em Los Angeles. Foi a segunda passagem de Daniela na América do Norte, pois Daniela já estudara anteriormente nos Estados Unidos, em 1997, quando na época se dedicou ao teatro, no John Starsberg Studios. Volta ao Brasil em 2010 e monta uma produtora, com sede em São Paulo, em sociedade com um amigo americano.
No ano de 2010, pode ser vista novamente nos cinemas no polêmico drama 400 Contra 1 - Uma História do Crime Organizado, ao lado do ator Daniel de Oliveira, uma história sobre a ascensão da organização criminosa Comando Vermelho. O longa é dirigido por Caco Souza.
No ano de 2011, a atriz fez uma participação especial nos capítulos finais da novela Ti Ti Ti como Daguilene, mãe de Stéfany, personagem de Sophie Charlotte.
Em A Vida da Gente de 2011 a 2012, interpretou Suzana, mãe adotiva da personagem Alice, vivida pela atriz Sthefany Brito.
Em 2013, foi escalada para o filme Isso é Calypso - O Filme, e atuou na novela Flor do Caribe, interpretando a bióloga Natália, que vive um romance com um homem mais novo que ela, o pescador Juliano (Bruno Gissoni). Em 2016 interpreta Bernarda, a grande vilã da série A Garota da Moto do SBT. Em 2017, Daniela assina com a RecordTV para interpretar Ângela em Apocalipse. Desde 2016, Escobar atua como dubladora em Los Angeles, com trabalhos principalmente em novelas.

## Vida pessoal
Em 1995 começou a namorar o diretor Jayme Monjardim. Se casaram em 1997 e se separaram em 2003, tendo um único filho, André Escobar Duncan Matarazzo, nascido em 25 de junho de 1998. Em 2005 começou a namorar o empresário Marcelo Woellner, com quem se casou em 2009 em um palácio em Istambul, porém se divorciou em 2010.
Desde 2005 mora em Los Angeles, Califórnia, nos Estados Unidos, onde abriu uma agência de seleção de atores. Daniela é fluente também inglês e espanhol.

## Filmografia

### Televisão
| Ano     | Trabalho/Obra              | Personagem                    | Notas                                    |
| ------- | -------------------------- | ----------------------------- | ---------------------------------------- |
| 1991    | Vamp                       | Atendente                     | Episódio: "13 de setembro"               |
| 1992    | Você Decide                | Patricia                      | Episódio: "Tabu"                         |
| 1994    | A Madona de Cedro          | Laura                         |                                          |
| 1994    | Tropicaliente              | Berenice                      |                                          |
| 1995    | A Idade da Loba            | Gaby                          |                                          |
| 1996    | Anjo de Mim                | Teresa                        |                                          |
| 1997    | Você Decide                | Camila                        | Episódio: "O Sósia"                      |
| 1998    | Você Decide                | Laura                         | Episódio: "Laura"                        |
| 1999    | Chiquinha Gonzaga          | Amália Bergamini Prado        |                                          |
| 2000    | Você Decide                | Marlene                       | Episódio: "Mania de Casar"               |
| 2000    | Aquarela do Brasil         | Bella Landau                  |                                          |
| 2000–05 | Superbonita                | Apresentadora                 | Temporadas 1–6                           |
| 2001    | Brava Gente                | Lucila                        | Episódio: "A Sonata"                     |
| 2001    | O Clone                    | Maysa Ferraz                  |                                          |
| 2003    | A Casa das Sete Mulheres   | Perpétua                      |                                          |
| 2003    | Kubanacan                  | Vanda                         | Episódios: "27–29 de maio"               |
| 2004    | Um Só Coração              | Soledad                       |                                          |
| 2004    | A Diarista                 | Sofia                         | Episódio: "Aquele com a Volta da Sósia"  |
| 2005    | América                    | Irene Villa Nova              |                                          |
| 2005    | Dança dos Famosos          | Participante                  | Temporada 1                              |
| 2006    | A Diarista                 | Sônia                         | Episódio: "Aquele do Papagaio"           |
| 2007    | O Segredo da Princesa Lili | Yvana                         | Especial de Fim de Ano                   |
| 2008    | Faça Sua História          | Olívia                        | Episódio: "Amor Não Tem Idade"           |
| 2011    | Ti Ti Ti                   | Daguilene Oliveira / Pâmela   | Episódios: "24 de fevereiro–14 de março" |
| 2011    | A Vida da Gente            | Suzana Ybarra Morais          |                                          |
| 2013    | Flor do Caribe             | Natália Fonseca               |                                          |
| 2016–19 | A Garota da Moto           | Bernarda Sales de Albuquerque |                                          |
| 2017    | Apocalipse                 | Ângela Menezes                |                                          |

### Cinema
| Ano  | Título                                          | Personagem |
| ---- | ----------------------------------------------- | ---------- |
| 1996 | Ritinha (curta-metragem)                        | Ritinha    |
| 2004 | Vida de Menina                                  | Carolina   |
| 2005 | Diário de um Novo Mundo                         | Dona Maria |
| 2005 | Jogo Subterrâneo                                | Tânia      |
| 2006 | O Dono do Mar                                   | Camborina  |
| 2010 | 400 Contra 1 - Uma História do Crime Organizado | Teresa     |
| 2016 | Another Forever                                 | Alice      |
| 2016 | Cold                                            | Britney    |
| 2017 | Diminuta                                        | Dra. Anne  |
| 2017 | Finding Josef                                   | —          |
| 2022 | Destinos Opostos                                | Clara      |

## Teatro
| Ano  | Título                       | Ref    |
| ---- | ---------------------------- | ------ |
| 1989 | Os XII Trabalhos de Hércules | [ 30 ] |
| 1994 | Entre Amigas                 | [ 30 ] |
| 1994 | Julius Caesar                | [ 30 ] |

## Prêmios e indicações
| Ano  | Prêmio                                         | Categoria                | Nomeação                 | Resultado | Ref    |
| ---- | ---------------------------------------------- | ------------------------ | ------------------------ | --------- | ------ |
| 2003 | Troféu Super Cap de Ouro                       | Melhor Atriz             | A Casa das Sete Mulheres | Venceu    | [ 31 ] |
| 2004 | Troféu Super Cap de Ouro                       | Melhor Atriz             | Um Só Coração            | Venceu    | [ 31 ] |
| 2005 | Prêmio Magnífico                               | Melhor Atriz Coadjuvante | América                  | Venceu    | [ 32 ] |
| 2006 | Prêmio Contigo! de Cinema Nacional             | Melhor Atriz Coadjuvante | Vida de Menina           | Indicada  |        |
| 2016 | Accolade Competition                           | Melhor longa metragem    | Another Forever          | Venceu    |        |
| 2016 | Accolade Competition                           | Melhor Atriz             | Another Forever          | Venceu    |        |
| 2016 | Los Angeles Independent Film Festival Awards   | Melhor Filme Estrangeiro | Another Forever          | Venceu    |        |
| 2016 | Festival de Cinema de Bogotá                   | Melhor Filme             | Another Forever          | Venceu    |        |
| 2017 | Festival Latino-Americano de Cinema de Trieste | Melhor Performance       | Another Forever          | Indicada  |        |
| 2017 | Festival Latino-Americano de Cinema de Trieste | Melhor Filme             | Another Forever          | Indicada  |        |